# Itoplectis insignis
Itoplectis insignis är en stekelart som beskrevs av Perkins 1957. Itoplectis insignis ingår i släktet Itoplectis och familjen brokparasitsteklar. Arten är reproducerande i Sverige. Inga underarter finns listade i Catalogue of Life.